# Софія Єлизавета Бранденбурзька
Софія Єлизавета Бранденбурзька (нім. Sophie Elisabeth von Brandenburg, 1 лютого 1616—16 березня 1650) — принцеса Бранденбурзька з династії Гогенцоллернів, донька маркрграфа Бранденбурзького і архієпископа Магдебурга Крістіана Вільгельма та Доротеї Брауншвейг-Вольфенбюттельської, дружина герцога Саксен-Альтенбургу Фрідріха Вільгельма II.

## Біографія

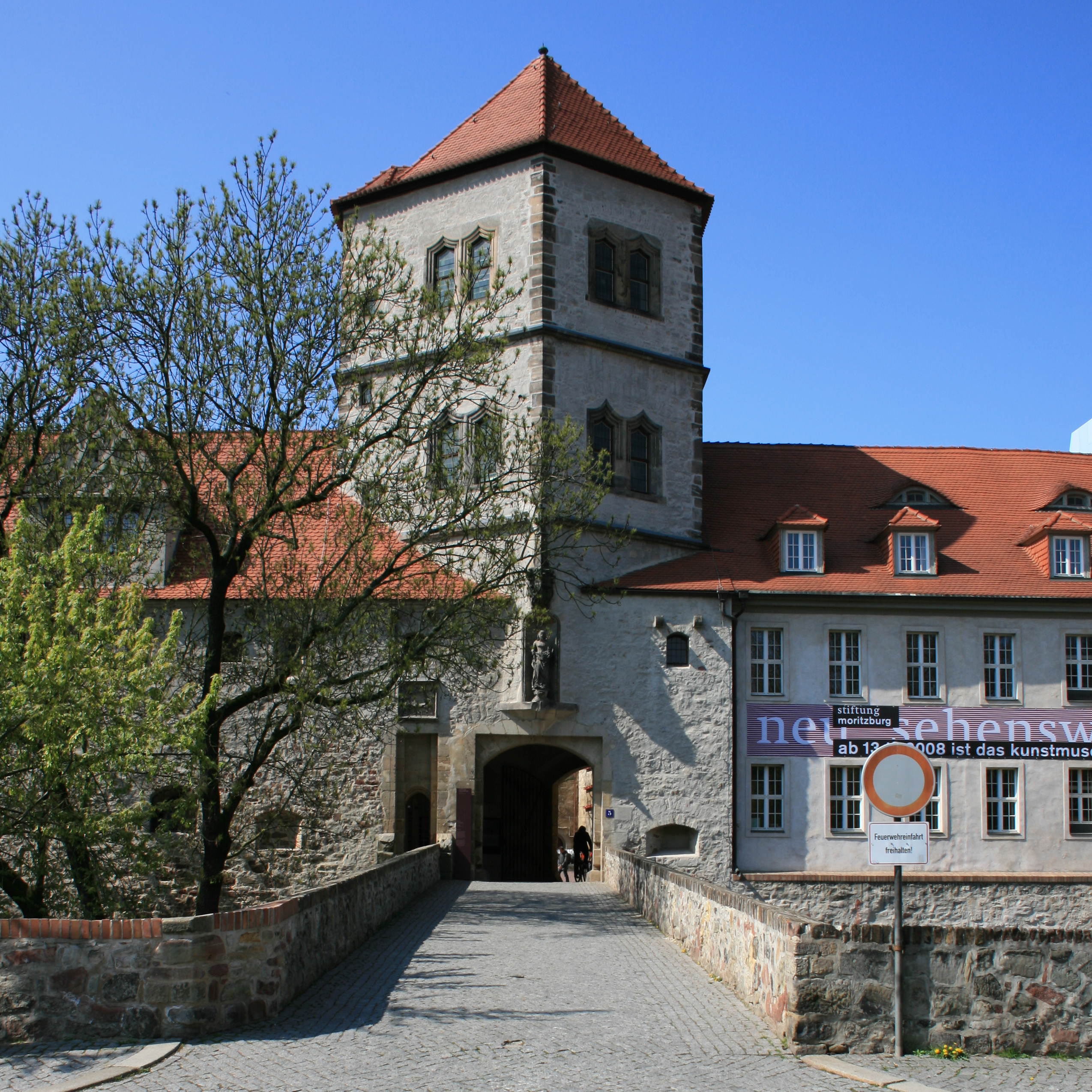
Моріцбург

Софія Єлизавета народилась 1 лютого 1616 року у замку Моріцбург. Вона була єдиною дитиною в родині марграфа Бранденбурга Крістіана Вільгельма і його першої дружини Доротеї Брауншвейг-Вольфенбюттельської. Певний час провела при дворі своєї двоюрідної бабусі Ядвіґи Данської, де і здобувала освіту. 
У 22 роки була пошлюблена із 35-річним принцом Фрідріхом Вільгельмом, молодшим братом правлячого герцога Саксен-Альтенбургу Йоганна Філіпа. Весілля відбулось 18 вересня 1638 року. Шлюб був щасливим, але бездітним. За рік Йоганн Філіп помер, залишивши по собі єдину доньку, яка не могла наслідувати престол, тож герцогом став Фрідріх Вільгельм.
Софія Єлизавета брала участь у фінансуванні будівництва церкви Friedhofskirche в Альтенбурзі.
Померла у 34-річному віці в 1650 році. За два роки Фрідріх Вільгельм оженився вдруге на саксонській принцесі, яка народила йому трьох дітей, та обидва сини померли у ранньому віці не залишивши нащадків. Керманичем Саксен-Альтенбурзького герцогства став Ернст I, герцог Саксен-Готський.